# Белгерн
Белгерн (њем. Belgern) град је у њемачкој савезној држави Саксонија. Једно је од 36 општинских средишта округа Сјеверна Саксонија. Према процјени из 2010. у граду је живјело 4.942 становника. Посједује регионалну шифру (AGS) 14730040.

## Географски и демографски подаци
Белгерн се налази у савезној држави Саксонија у округу Сјеверна Саксонија. Град се налази на надморској висини од 156 метара. Површина општине износи 83,7 km². У самом граду је, према процјени из 2010. године, живјело 4.942 становника. Просјечна густина становништва износи 59 становника/km².